# Krapets (Dobritsj)
Krapets (Bulgaars: Крапец) is een dorp in het noordoosten van Bulgarije. Het dorp is gelegen in de gemeente Sjabla in de oblast Dobritsj. Het dorp ligt hemelsbreed ongeveer 59 km ten noordoosten van Dobritsj en 437 km ten noordoosten van Sofia (via de autosnelweg zijn deze afstanden 85 respectievelijk 580 kilometer).

## Bevolking
Het dorp Krapets had bij een schatting van 2020 een inwoneraantal van 274 personen. Dit waren 27 mensen (-9%) minder dan 301 inwoners bij de officiële census van februari 2011. De gemiddelde jaarlijkse groei in die periode komt daarmee uit op -0,94%, hetgeen lager is dan het landelijk jaarlijks gemiddelde over deze periode (-0,63%). Het aantal inwoners vertoont al tientallen jaren een dalende trend: in 1956 woonden er nog 647 personen in het dorp.
- 1934 605
Koninkrijk Bulgarije
- 1946 627
Volksrepubliek Bulgarije
- 1956 647
Volksrepubliek Bulgarije
- 1965 556
Volksrepubliek Bulgarije
- 1975 568
Volksrepubliek Bulgarije
- 1985 478
Volksrepubliek Bulgarije
- 1992 414
Republiek Bulgarije
- 2001 330
Republiek Bulgarije
- 2011 301
Republiek Bulgarije
- 2020 274
Republiek Bulgarije

- Koninkrijk Bulgarije
- Volksrepubliek Bulgarije
- Republiek Bulgarije

In het dorp leven nagenoeg uitsluitend etnische Bulgaren. In februari 2011 identificeerden 287 van de 294 ondervraagden zichzelf als ethische “Bulgaren”, oftewel 97,6% van alle ondervraagden.
| Etnische samenstelling van de respondenten (2011) | Etnische samenstelling van de respondenten (2011) | Etnische samenstelling van de respondenten (2011) | Etnische samenstelling van de respondenten (2011) | Etnische samenstelling van de respondenten (2011) |
| ------------------------------------------------- | ------------------------------------------------- | ------------------------------------------------- | ------------------------------------------------- | ------------------------------------------------- |
|                                                   |                                                   |                                                   |                                                   |                                                   |
| Bulgaren                                          | Bulgaren                                          |                                                   | 97,6%                                             | 97,6%                                             |
| Turken                                            | Turken                                            |                                                   | 0,0%                                              | 0,0%                                              |
| Roma                                              | Roma                                              |                                                   | 0,0%                                              | 0,0%                                              |
| Anders/Onbekend                                   | Anders/Onbekend                                   |                                                   | 2,4%                                              | 2,4%                                              |